# 青森市立浜田小学校
青森市立浜田小学校（あおもりしりつ はまだしょうがっこう）は、青森県青森市にある公立小学校。2学期制が導入されている。

## 沿革
- 1971年（昭和46年） - 校舎設立。
- 1973年（昭和48年）
  - 4月1日 - 開校。浦町小学校・筒井小学校の児童を分離収容。
  - 9月26日 - 校章制定、校旗樹立。
  - 11月1日 - 校歌制定。
- 1974年（昭和49年）
  - 1月12日 - 体育館竣工。
  - 2月9日 - 開校記念式典挙行。
- 1978年（昭和53年）12月9日 - 6教室増築。
- 1980年（昭和55年）4月1日 - 大野小学校開校により、本校から一部児童を移籍。
- 1981年（昭和56年）
  - 4月1日 - 校庭開放校に指定される。
  - 7月 - 校庭に夜間照明説明書、スポーツハウス竣工。
- 1989年（平成元年）4月1日 - 学区の一部を変更し、堤小学校へ、21名の児童を移籍。
- 2004年（平成16年）4月1日 - 2学期制導入。
- 2005年（平成17年）2月15日 - 体育館改築工事完了。
- 2006年（平成18年）4月1日 - 特別支援学級1学級新設。
- 2012年（平成24年）11月9日 - 創立40周年記念式典挙行。
- 2013年（平成25年）12月20日 - 中庭物置新築完成。
- 2015年（平成27年）2月23日 - プール解体工事完了。
- 2022年（令和4年）
  - 4月1日 - 創立50周年。
  - 7月21日 - 創立50周年祝ねぶたを運行[1]。

## 学区
浜田（1丁目・2丁目・3丁目・字玉川・字豊田）、八ッ役字矢作、奥野4丁目の一部、浦町字奥野、緑（2丁目の一部・3丁目）、桂木（3丁目・4丁目）、青葉（2丁目の一部・3丁目）、第二問屋町（1丁目・2丁目・3丁目の一部）。

## 進学先中学校
- 青森市立筒井中学校
- 青森市立南中学校

## 児童数
2022年（令和4年）4月1日現在
| 区分   | 1年 | 2年 | 3年 | 4年 | 5年 | 6年 | 特別支援 | 計  |
| ------ | --- | --- | --- | --- | --- | --- | -------- | --- |
| 児童数 | 89  | 74  | 88  | 97  | 95  | 92  | 30       | 565 |
| 学級数 | 3   | 3   | 3   | 3   | 3   | 3   | 5        | 23  |

青森市立浜田小学校公式サイト 学校概要 添付ファイルより引用

## 出身著名人
- 春日井静奈（女優）

## アクセス
- 青森市営バス・JRバス東北「サンワドー中央店前」バス停下車後、徒歩約210m・約3分。

## 参考資料
- 『新青森市史 別編教育（別巻） 年表・学校沿革』「学校沿革 （一）小学校」207頁～208頁「浜田小学校 変遷」